# Philodromus spinitarsis
Philodromus spinitarsis là một loài nhện trong họ Philodromidae.
Loài này thuộc chi Philodromus. Philodromus spinitarsis được Eugène Simon miêu tả năm 1895.